# Brownville (New Jersey)
Brownville ist ein Census-designated place innerhalb des Old Bridge Townships im Middlesex County, New Jersey, USA. Bei der Volkszählung von 2020 wurden 2746 Einwohner registriert.

## Geographie
Nach dem amerikanischen Vermessungsbüro hat die Stadt eine Gesamtfläche von 2,4 km², wobei keine Wasserflächen miteinberechnet sind.

## Demographie
Nach der Volkszählung von 2000 gibt es 2660 Menschen, 1165 Haushalte und 709 Familien in der Stadt. Die Bevölkerungsdichte beträgt 1092,6 Einwohner pro km². 84,29 % der Bevölkerung sind Weiße, 4,62 % Afroamerikaner, 0,04 % amerikanische Ureinwohner, 8,12 % Asiaten, 0,00 % pazifische Insulaner, 1,17 % anderer Herkunft und 1,77 % Mischlinge. 5,86 % sind Latinos unterschiedlicher Abstammung.
Von den 1.165 Haushalten haben 28,0 % Kinder unter 18 Jahre. 48,8 % davon sind verheiratete, zusammenlebende Paare, 9,0 % sind alleinerziehende Mütter, 39,1 % sind keine Familien, 35,2 % bestehen aus Singlehaushalten und in 17,4 % Menschen sind älter als 65. Die Durchschnittshaushaltsgröße beträgt 2,28, die Durchschnittsfamiliengröße 2,99.
21,8 % der Bevölkerung sind unter 18 Jahre alt, 4,9 % zwischen 18 und 24, 31,9 % zwischen 25 und 44, 25,1 % zwischen 45 und 64, 16,3 % älter als 65. Das Durchschnittsalter beträgt 40 Jahre. Das Verhältnis Frauen zu Männer beträgt 100:81,1, für Menschen älter als 18 Jahre beträgt das Verhältnis 100:76,6.
Das jährliche Durchschnittseinkommen der Haushalte beträgt 61.750 USD, das Durchschnittseinkommen der Familien 83.636 USD. Männer haben ein Durchschnittseinkommen von 56.111 USD, Frauen 44.750 USD. Der Prokopfeinkommen der Stadt beträgt 30.520 USD. 6,3 % der Bevölkerung und 2,7 % der Familien leben unterhalb der Armutsgrenze, davon sind 3,3 % Kinder oder Jugendliche jünger als 18 Jahre und 19,9 % der Menschen sind älter als 65.